# Carregueira
Carregueira is een plaats (freguesia) in de Portugese gemeente Chamusca en telt 2 295 inwoners (2001).